# Sofia Ledarp
Sofia Marianne Ledarp (født 8. april 1974) er en svensk skuespillerinde. Hun er bedst kendt for sin rolle som Malin Erikson i Millennium-filmene.
Ledarp studerede på Teaterhögskolan i Luleå fra 1996 til år 2000. Hun vandt i 2008 tildelt en Guldbagge for bedste kvindelige hovedrolle i filmen Den man elsker (2007), der er instrueret af Åke Sandgren.

## Udvalgt filmografi
- Den man elsker (2007)
- Ett gott parti (tv-serie, 2007)
- Häxdansen (tv-serie, 2008)
- Vi hade i alla fall tur med vädret – igen (2008)
- Oskyldigt dömd (tv-serie, 2008-2009)
- Janna & Liv (kortfilm, 2009)
- Mænd der hader kvinder (2009)
- Pigen der legede med ilden (2009)
- Luftkastellet der blev sprængt (2009)
- Cockpit (2012)
- Frøken Frimans krig (tv-serie, 2013-2017)
- Blå øjne (tv-serie, 2015)
- Liv sover vild (2016)
- Inden vi dør (tv-serie, 2017)
- Uro (kortfilm, 2017)
- Storm på Stillevænget (julekalender, 2018)
- Bryllup, begravelse og dåb (tv-serie, 2020)
- Gåsmamman (tv-serie, 2021-2022)
- Beck (tv-serie, 2023)
- Mordene i Åre (tv-serie, 2025)